# 朗代昂 (阿摩尔滨海省)
朗代昂（法語：Landéhen，法語發音：[lɑ̃deɛ̃]）是法国阿摩尔滨海省的一个市镇，位于该省中东部，属于圣布里厄区。

## 地理
朗代昂（48°25'42"N, 2°32'27"W）面积11.8 平方千米，位于法国布列塔尼大區阿摩尔滨海省，该省份为法国西北部沿海省份，位于布列塔尼半岛北部，北濒大西洋英吉利海峡，西接菲尼斯泰尔省，南至莫尔比昂省，东临伊勒-维莱讷省。
与朗代昂接壤的市镇（或旧市镇、城区）包括：布雷昂、圣特里莫埃勒、朗巴勒阿摩尔。

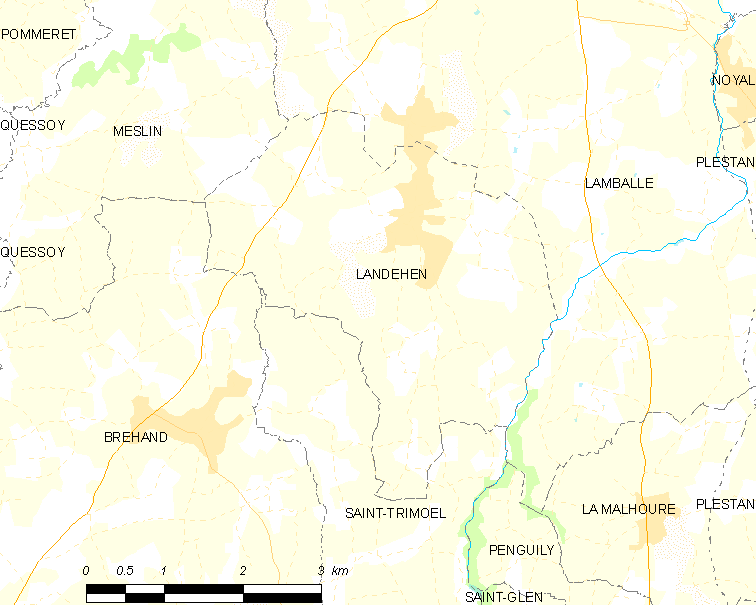
的OSM定位图

朗代昂的时区为UTC+01:00、UTC+02:00（夏令时）。

## 行政
朗代昂的邮政编码为22400，INSEE市镇编码为22098。

## 政治
朗代昂所属的省级选区为朗巴勒阿摩尔县。

## 人口

1962-2008年间人口变化图示

朗代昂于2022年1月1日时的人口数量为1445人。